# Santa Rosa (Nueva Ecija)
Santa Rosa (tagalski Bayan ng Santa Rosa) – miasto na Filipinach, w środkowej części wyspy Luzon, w prowincji Nueva Ecija w regionie Luzon Środkowy. Według spisu ludności z maja 2020 roku, zamieszkiwało je 75 649 mieszkańców.